# Bütyköshangya

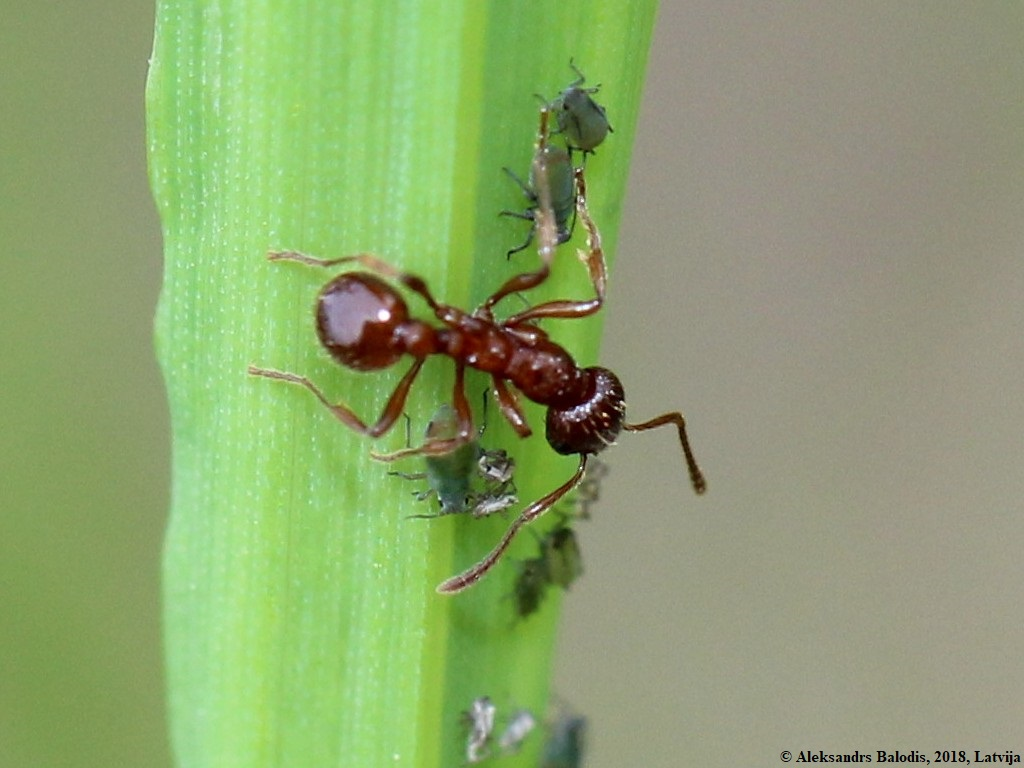
Közönséges bütyköshangya (Myrmica rubra)

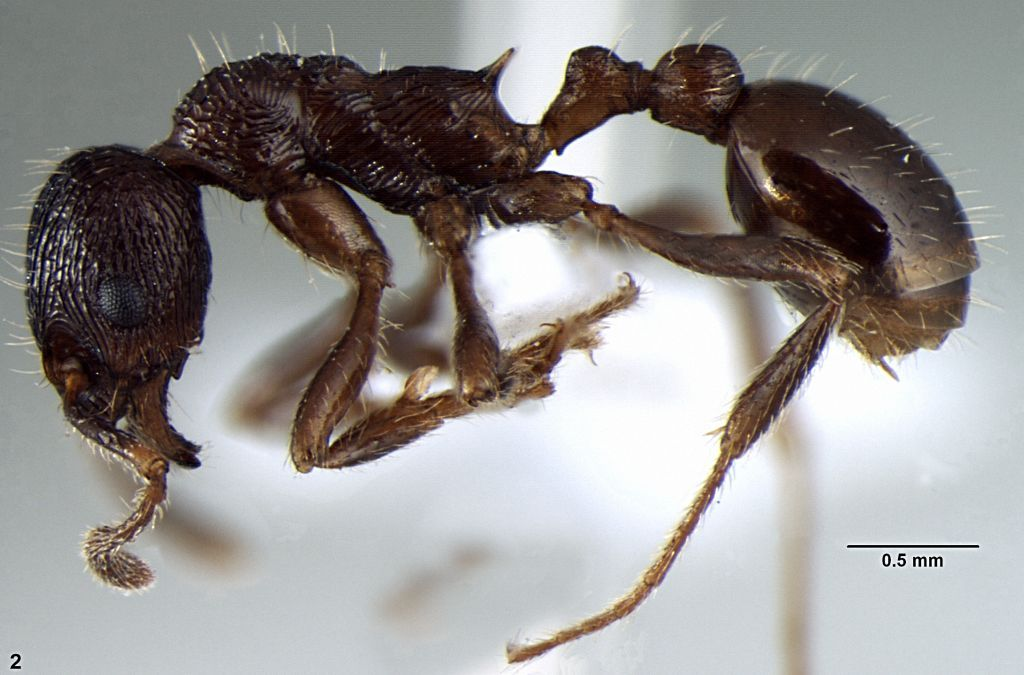
Myrmica elmesi

A bütyköshangya (Myrmica) a hártyásszárnyúak (Hymenoptera) fullánkosdarázs-alkatúak (Apocrita) alrendjébe sorolt hangyák (Formicidae) családjának egyik neme több mint 200 kétszáz recens és több mint tucatnyi kihalt fajjal.

## Származása, elterjedése
A nem alapvetően holarktikus: a fajok zöme az északi félteke mérsékelt égövi részein él. Emellett előfordul még az ezzel a faunaterülettel szomszédos orientális faunaterület magashegységeiben is.
Magyarországon 16 faja él (Csathó et al.):
1. Élôsködô bütyköshangya (Myrmica microrubra)[1]
2. Élősdi bütyköshangya (Myrmica karavajevi)
3. Erdei bütyköshangya (Myrmica ruginodis)
4. Északi bütyköshangya (Myrmica vandeli)
5. Gyakori bütyköshangya (Myrmica sabuleti)
6. Hegyi bütyköshangya (Myrmica lobicornis)
7. Homoki bütyköshangya (Myrmica constricta)
8. Karcsú bütyköshangya (Myrmica rugulosa)
9. Kétszínű bütyköshangya (Myrmica schencki)
10. Közönséges bütyköshangya (Myrmica rubra)
11. Mocsári bütyköshangya (Myrmica gallieni)
12. Pusztai bütyköshangya (Myrmica specioides)
13. Réti bütyköshangya (Myrmica scabrinodis)
14. Sziki bütyköshangya (Myrmica curvithorax)
15. Sziklai bütyköshangya (Myrmica lonae)
16. Sztyeppi bütyköshangya (Myrmica deplanata)

Magyarországon leggyakoribb fajai: a
1. Közönséges bütyköshangya (Myrmica rubra,  Myrmica laevinodis) és az
2. Erdei bütyköshangya (Myrmica ruginodis).

## Megjelenése, felépítése
Hossza 3,5–5 mm — a legnagyobb termetű faj a 7–8,5 mm hosszú, Magyarországon a tengerszint fölött 800–1000 m-re élő Myrmica rubida .
Fullánkja fejlett. A magyarországi fajok közül a közönséges bütyköshangya (Myrmica rubra) csípése fájdalmas; a többi faj fullánkja az ember nőrét nem döfi át.
A potrohnyél második íze és a potroh első szelvénye között cirpelőszerve van; cirpelése emberi füllel is hallható (Brehm).

## Életmódja, élőhelye
Bolyaiban többnyire 2–3 megtermékenyített királynő él együtt. Fészkeit rendszerint kövek alatt, moha között rendezi be (Brehm).
Sok faja tartós szociálparazita. Ezek királynői más bütyköshangya fajok fészkeibe települnek be, és ott ivaros utódok előállítására specializálódnak, a gazdafajt kizárólag dolgozók előállítására kényszerítve. Az élősködésnek ez a típusa az inkvilinizmus.
A fajok többségének fő tápláléka a mézharmat (Brehm).
Lárvái nem szőnek kokont a bábozódáshoz (Tartally).
Több faja is különböző boglárkalepkék:
- hangyaboglárka (Maculinea, újabb nevén: Phengaris spp.),
- szalagos szerecsenboglárka (Aricia agestis) stb.

lárváinak hangyagazdája. A hangyák és a hernyók együttélése egészen sajátos, alváltozatokkal.

## Rendszertani helyzete
Legközelebbi rokona valószínűleg a csomóshangya (Manica)
Fajai a Magyarországon honosak kivételével:
- M. ademonia Bolton
- M. afghanica Radchenko and Elmes
- M. aimonissabaudiae Menozzi
- M. alaskensis Wheeler
- M. aldrichi
- M. aloba Forel
- M. americana Weber
- M. anatolica Elmes Radchenko  and  Aktac
- M. angulata Radchenko, A.G., Zhou. S., and Elmes, G.W.
- M. angulinodis Ruzsky
- M. arisana Wheeler
- M. arnoldii Dlussky
- M. atomaria Gerstaecker
- M. basalis Smith
- M. bergi Ruzsky
- M. bessarabica Nasonov
- M. bidens Förster
- M. bibikoffi Kutter
- M. boltoni Radchenko and Elmes
- M. brancuccii Radchenko and Elmes
- M. breviceps Smith, F.
- M. brevinodis Emery
- M. brevispinosa Wheeler
- M. cachmiriensis Forel
- M. cadusa Kim Park and Kim
- M. cagnianti Espadaler
- M. cariniceps Guérin-Méneville
- M. caucasicola Arnol’di,
- M. chinensis Viehmeyer
- M. colax Cole
- M. collingwoodi Radchenko and Elmes
- M. commarginata Ruzsky
- M. contigue Smith
- M. cursor Smith, F.
- M. diluta Nylander
- M. dimidiata Say
- M. discontinua Weber
- M. displicentia Bolton
- M. divergens Karavaiev
- M. domestica Shuckard
- M. draco Radchenko, G.G., Zhou.S., Elmes, G.W.
- M. dshungarica Ruzsky
- M. eidmanni Menozzi
- M. elmesi Bharti and Sharma[3]
- M. emeryana Cole
- M. ereptrix Bolton
- M. excelsa Kupyanskaya
- M. exigua Buckley
- M. faniensis Boven, 1970
- M. ferganensis Finzi
- M. forcipata Karavaiev
- M. foreliana Radchenko and Elmes
- M. formosae Wheeler, W.M.
- M. fortior Forel
- M. fracticornis Forel
- M. fragilis Smith
- M. fuscula Nylander
- M. galbula Losana
- M. gigantea Collingwood
- M. glaber Smith
- M. glacialis Emery
- M. glyciphila Smith
- M. gracillima Smith
- M. hamulata Weber
- M. hecate Weber
- M. hellenica Finzi
- M. helleri Viehmeyer
- M. hirsuta Elmes
- M. hyungokae Elmes, G.W., Radchenkoo, A.G., and Kim, B.
- M. incompleta Provancher
- M. incurvata Collingwood
- M. indica Weber
- M. inezae Forel
- M. jennyae Elmes, Radchenko, and Aktac
- M. jessensis Forel
- M. juglandeti Arnol'di
- M. kabylica Cagniant
- M. kamtschatica Kupyanskaya
- M. kasczenkoi Ruzsky
- M. kirghisorum Arnol’di
- M. kollari Mayr
- M. koreana Elmes, G.W., Radchenkoo, A.G., and Kim, B., 2001
- M. kotokui Forel
- M. kozlovi Ruzsky
- M. kryzhanovskii Arnol'di
- M. kurokii Forel
- M. lacustris Ruzsky
- M. laevigata Smith
- M. laevinodis Nylander, 1846
- M. laevissima Smith
- M. lampra Francoeur
- M. latifrons Starcke
- M. laurae Emery
- M. lemasnei Bernard
- M. lobifrons Pergande
- M. longiscapus Curtis
- M. luctuosa Smith,F.
- M. luteola Kupyanskaya
- M. magniceps
- M. margaritae Emery
- M. martensi Radchenko and Elmes
- M. mellea Smith
- M. mexicana Wheeler, W.M.
- M. microrubra Seifert
- M. minkii Förster
- M. minuta Ruzsky
- M. mirabile Elmes & Radchenko
- M. mirabilis Elmes & Radchenko
- M. modesta Smith
- M. molesta
- M. molifaciens
- M. monticola Creighton
- M. myrmicoxena Forel
- M. nearctica Weber
- M. nitida Radchenko
- M. ominosa Gerstaecker
- M. ordinaria Radchenko
- M. orthostyla Arnol’di
- M. pachei Forel
- M. parallela Smith
- M. pellucida Smith
- M. pelops Seifert
- M. petita Radchenko
- M. pinetorum Wheeler
- M. pisarskii Radchenko
- M. punctiventris Roger
- M. quebecensis Francoeur
- M. radchenkoi Bharti and Sharma[4]
- M. ravasinii Finzi
- M. reticulata Smith
- M. rhytida Radchenko
- M. rigatoi Radchenko and Elmes
- M. ritae Emery
- M. rugiventris Smith
- M. rugosa Mayr
- M. rugulososcabrinodis Karawajew
- M. rupestris Forel
- M. salina Ruzsky
- M. samnitica Mei
- M. saposhnikovi Ruzsky
- M. seminigra Cresson
- M. serica Wheeler, W.M
- M. silvestrii Wheeler, W.M
- M. sinensis Radchenko, A.G., Zhou,S., and Elmes, G.W.
- M. sinica Wu and Wang
- M. smythiesii Forel
- M. spatulata Smith
- M. stangeana Ruzsky
- M. striatula Nylander
- M. striolagaster Cole
- M. sulcinodis Nylander
- M. suspiciosa Smith
- M. symbiotica Menozzi
- M. taediosa Bolton
- M. tahoensis Wheeler
- M. taibaiensis Wei, Zhou and Liu, 2001
- M. tamarae ElmesRadchenko and Aktac
- M. tenuispina Ruzsky
- M. tibetana Mayr
- M. titanica Radchenko
- M. transsibirica Radchenko
- M. trinodis Losana
- M. tschekanovskii Radchenko
- M. tulinae Elmes, Radchenko, and Aktac
- M. turcica Santschi
- M. unifasciata Bostock
- M. urbanii Radchenko
- M. vastator Smith
- M. vexator Smith
- M. villosa Radchenko and Elmes
- M. vittata Radchenko and Elmes
- M. wardi Radchenko
- M. wesmaeli Bondroit
- M. wheeleri Weber
- M. whymperi Forel
- M. williamsi Radchenko
- M. winterae (Kutter, 1973)
- M. wittmeri Radchenko
- M. yamanei Radchenko
- M. yoshiokai Weber
- M. zojae Radchenko

## Fordítás
Ez a szócikk részben vagy egészben  a   Myrmica című angol Wikipédia-szócikk ezen változatának fordításán alapul.  Az eredeti cikk szerkesztőit annak laptörténete sorolja fel. Ez a jelzés csupán a megfogalmazás eredetét és a szerzői jogokat jelzi, nem szolgál a cikkben szereplő információk forrásmegjelöléseként.